# 1979年山梨県知事選挙
1979年山梨県知事選挙は、山梨県の執行機関である県知事を選出するために行われた選挙で、1979年（昭和54年）2月3日に投開票が行われた。

## 概要
山梨県知事の任期4年が満了したことに伴って実施された選挙で、これまで3期にわたり県知事を務めていた田邊圀男は4選を目指し出馬を表明した。
しかし田邊のライバル的存在でもあった金丸信は田邊の4選を副知事であった望月幸明を擁立した。田邊が元々自由民主党公認の衆議院議員であったのに対し望月は日本社会党寄りであったが、金丸は「保革連合」を結成し田邊の多選を批判した。
選挙の結果、望月が田邊を破り、山梨県知事に就任した。

## 選挙結果
- 投票率：88.70％（有効投票者数493,575名）

| 当落 | 候補者名 | 所属党派 | 新旧 | 得票数  | 得票率 | 推薦・支持 |
| ---- | -------- | -------- | ---- | ------- | ------ | ---------- |
| 当選 | 望月幸明 | 無所属   | 新人 | 247,368 | 50.12% |            |
|      | 田邊圀男 | 無所属   | 現職 | 235,011 | 47.61% |            |
|      | 福田剛司 | 無所属   | 新人 | 14,081  | 2.27%  | 日本共産党 |
|      |          |          | 合計 | 493,575 |        |            |

## 選挙後の動き
- 当選した望月は「県民党」と呼ばれるオール与党体制を築き、中央自動車道の全線開通やバブル景気の好影響もあり「活気ある山梨づくり」をスローガンに様々な政策を実施する。
- 落選した田邊は今後の知事選では望月への選挙協力を条件に自由民主党公認の衆議院議員に戻り、沖縄開発庁長官を歴任した。
- 12年後の1991年山梨県知事選挙では望月は田邊の4選を批判した経緯から出馬を断念し、副知事であった小沢澄夫を後継者として指名。金丸をはじめ自民、社会、公明、民社の4政党が推薦をするなど組織戦を展開した。これに対し田邊は石和町長でかつて山梨県知事であった天野久の子・天野建を支持し、「県民党」体制継続を批判した。そして1991年2月3日の総開票の結果、天野が小沢を破り県知事に就任した。
- この選挙では自民党内が金丸派と反金丸派に分裂したことで田邊を公認することができず保革連合体制となったが、この影響が後年まで響き2019年山梨県知事選挙にて長崎幸太郎を推薦するまで独自一本化候補の推薦をすることができなかった[2]。